# Amorsbrunn

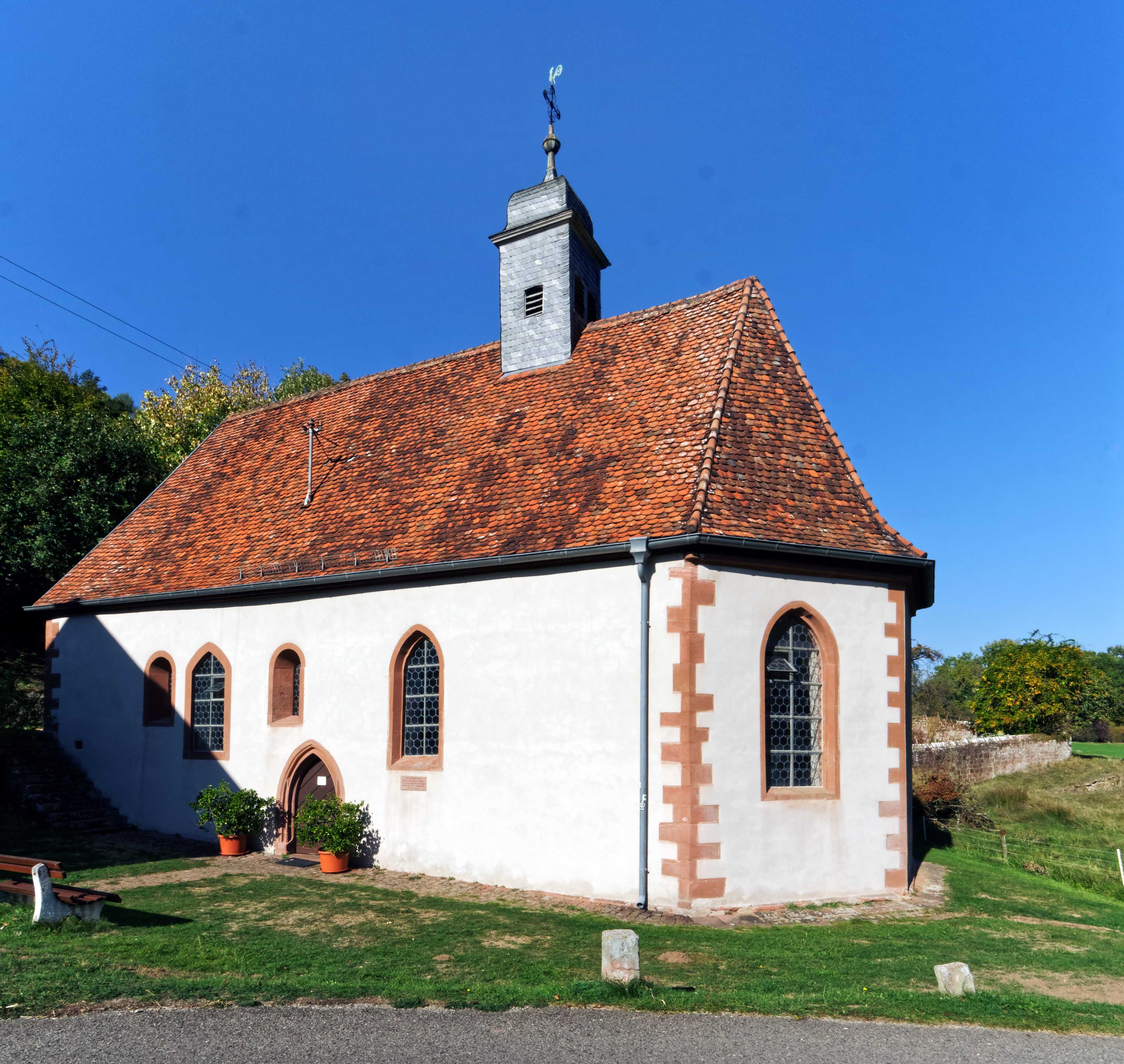
Kapelle Amorsbrunn

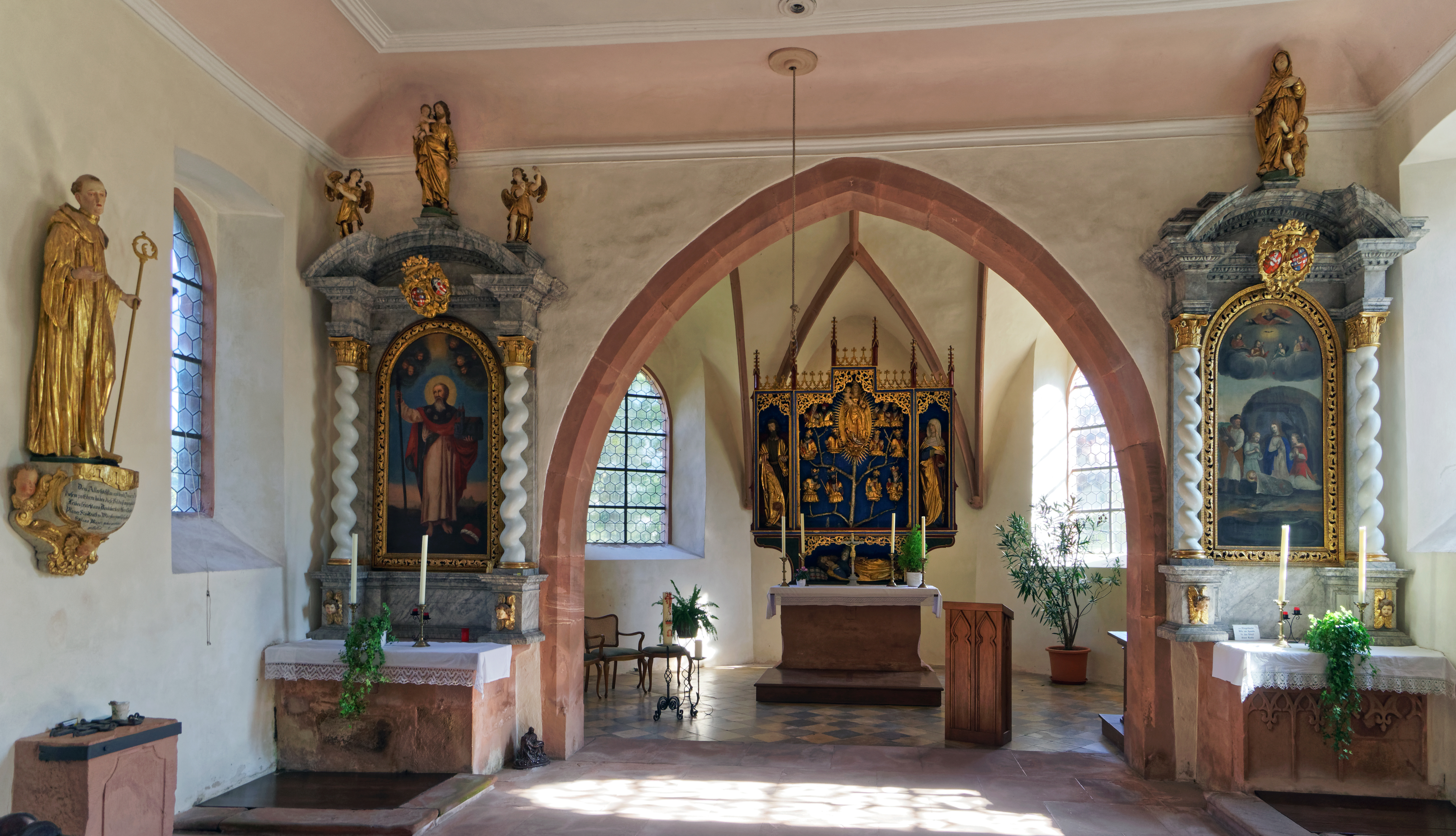
Blick in den Innenraum.

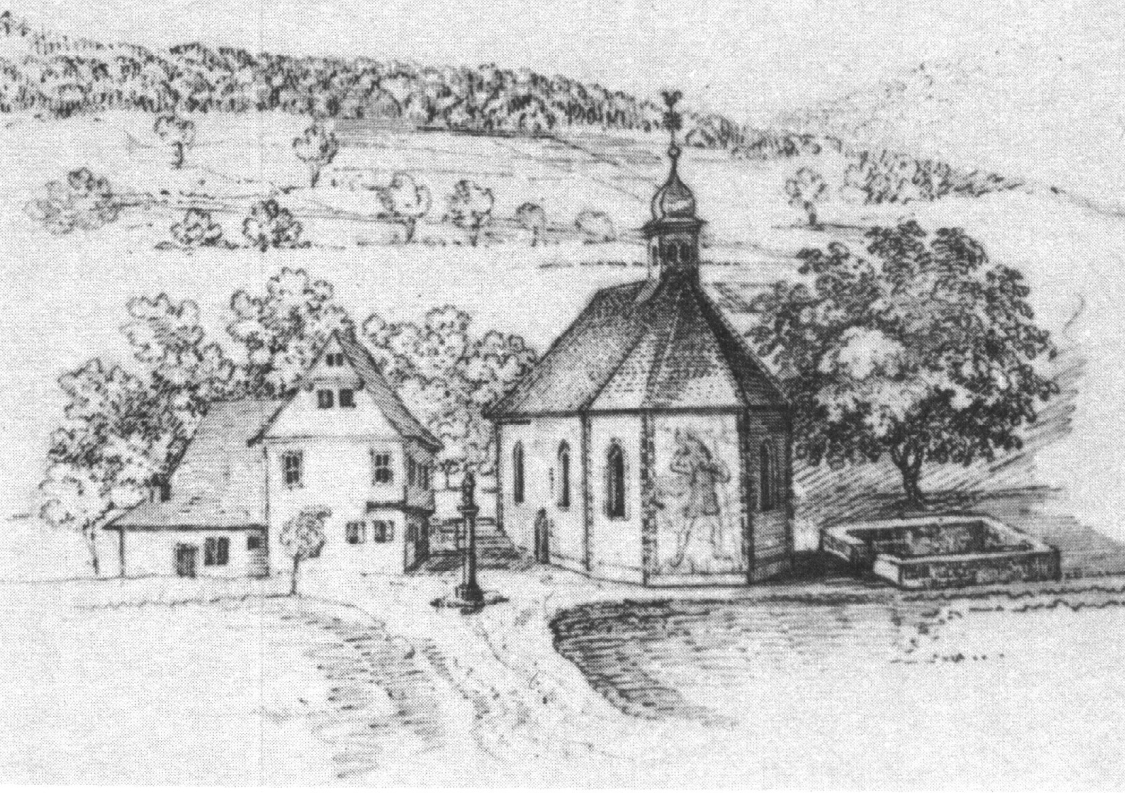
Zeichnung der Kapelle von Ludwig Müller

Amorsbrunn ist eine Kapelle im bayerischen Odenwald, die über einer früheren Quellenkultstätte errichtet wurde. Die ältesten erhaltenen Bauteile stammen aus dem 12. Jahrhundert. Die Quelle unter der Kapelle schüttet pro Sekunde vier Liter Wasser und speist den oberhalb dieser Stelle oft trockenen Otterbach, der ab hier Amorbach genannt wird. Amorsbrunn ist zugleich Gemeindeteil der Stadt Amorbach im unterfränkischen Landkreis Miltenberg in Bayern.

## Etymologie
Der Quellort hat seinen Namen wie die gleichnamige Stadt vom Gewässer Amorbach. Dessen erster Bestandteil rührt nicht etwa vom lateinischen Wort „amor“ für Liebe bzw. dem gleichlautenden Gottesnamen Amor her, sondern vom mittelalterlichen Wort „amar“, das den Emmer bezeichnete. Der Bach wurde im Jahr 788 Amerbach, 1144 Ammerbach und erst 1336 Amorbach genannt. Der heutige Name ist durch volksetymologische Umdeutung entstanden.

## Geschichte und Heiligenlegende
Die Amorsbrunner Quellenkultstätte ist vermutlich römischen oder germanischen Ursprungs und wurde später christianisiert.
Bekannt wurde Amorsbrunn im 11. Jahrhundert, als der Amorbacher Mönch Theodorich von Fleury nach einer Gichtheilung in Amorbach der Stätte den Namen „Sancti amoris fons“ gab, was wörtlich übersetzt „Heilende Quelle der göttlichen Liebe“ bedeutet; da „amor“ klein geschrieben wird, steht es hier offenbar nicht als Eigenname. Kirchenpatronin ist die Gottesmutter Maria. Das Benetzen mit dem Quellwasser des Kultplatzes wurde dementsprechend auch bei noch unerfülltem Kinderwunsch praktiziert.
Seit etwa 1443 weilte der in Rothenburg ob der Tauber geborene Weltpriester Johannes Keck für mehrere Jahre in der Abtei Amorbach. Er erklärte erstmals Amorbach zur Gründung eines Hl. Amor, der nach dem Martyrologium in Münsterbilsen bei Maastricht in Limburg begraben ist. Dieser soll 734 das Heiligtum christianisiert haben. Um diese Deutung zu festigen, reiste Keck 1443/1444 in Begleitung eines Bauern Gerlach aus Neudorf mit Empfehlungsschreiben des Abtes an die Äbtissin von Münsterbilsen in die Niederlande. Sie brachten eine Anzahl von Reliquien des Heiligen, sowie genaue Beschreibungen bzw. eine Zeichnung, wie St. Amor dort dargestellt ist, zurück. 1446 wurde eine Statue des Heiligen gefertigt, die heute noch im Chor der Kirche links steht. Die Reliquien wurden in einem ebenfalls heute noch sichtbaren, mit einer Eisentür verschlossenen Schrein geborgen. Damals waren auch Reliquien der ebenfalls in Münsterbilsen verehrten hl. Landrada nach Amorbach gebracht worden. An sie erinnert ein Steinblock am Eingang mit dem sogenannten „Landradakreuz“, im Übrigen ist ihr Kult nicht heimisch geworden.

## Amorsbrunn heute
Heute ist Amorsbrunn mit dem neben der Kapelle sammelbaren Quellwasser ein beliebtes Ziel für Wallfahrer und Pilger sowie ein in ganz Europa beliebter Heiratsort.
Die Kapelle kann vom 1. Mai bis zum 30. Oktober zwischen 10:00 und 17:00 Uhr besichtigt werden.

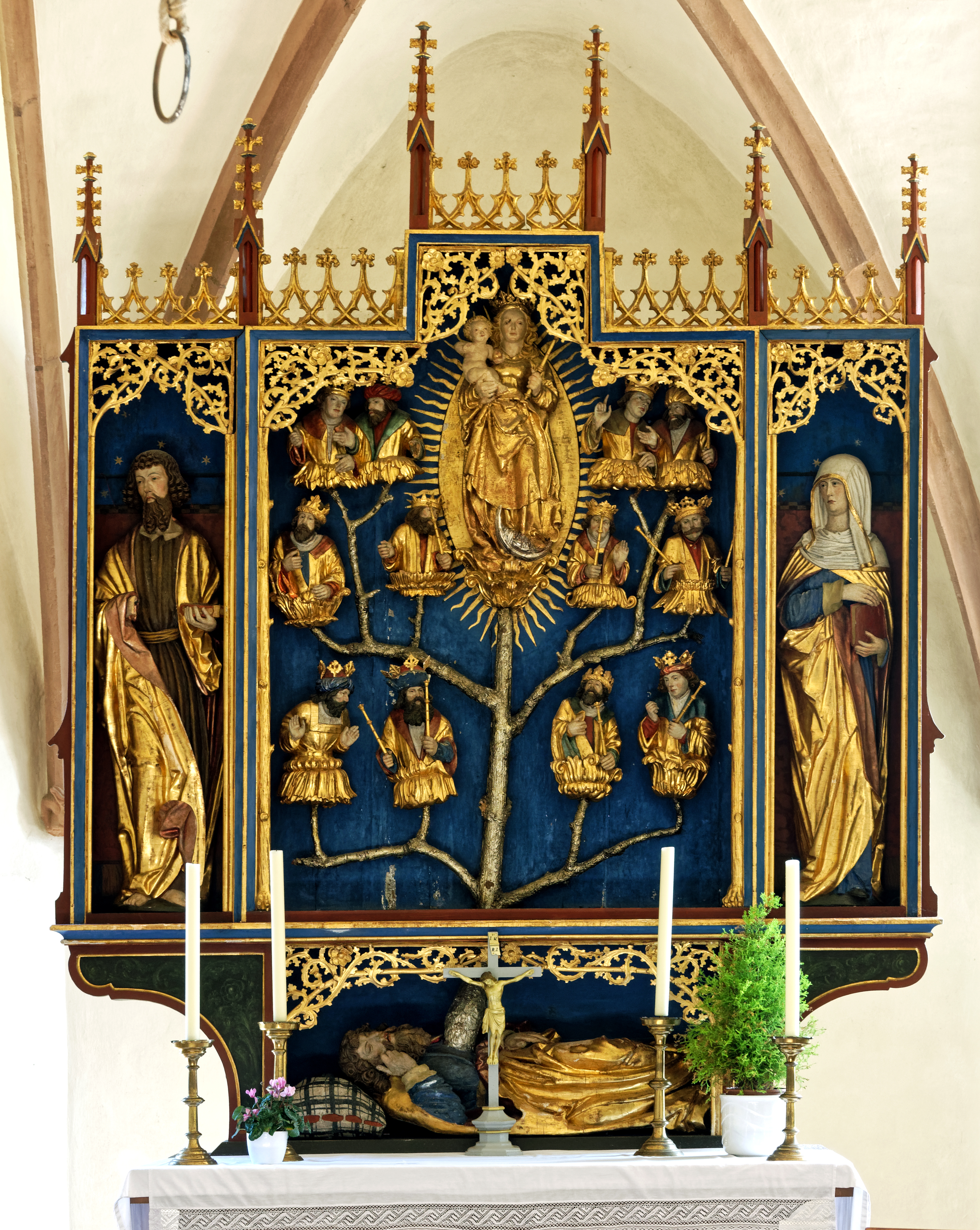
Der Altar (um 1500) mit einer Darstellung der Wurzel Jesse sowie Joachims und Annas, den Eltern Marias.
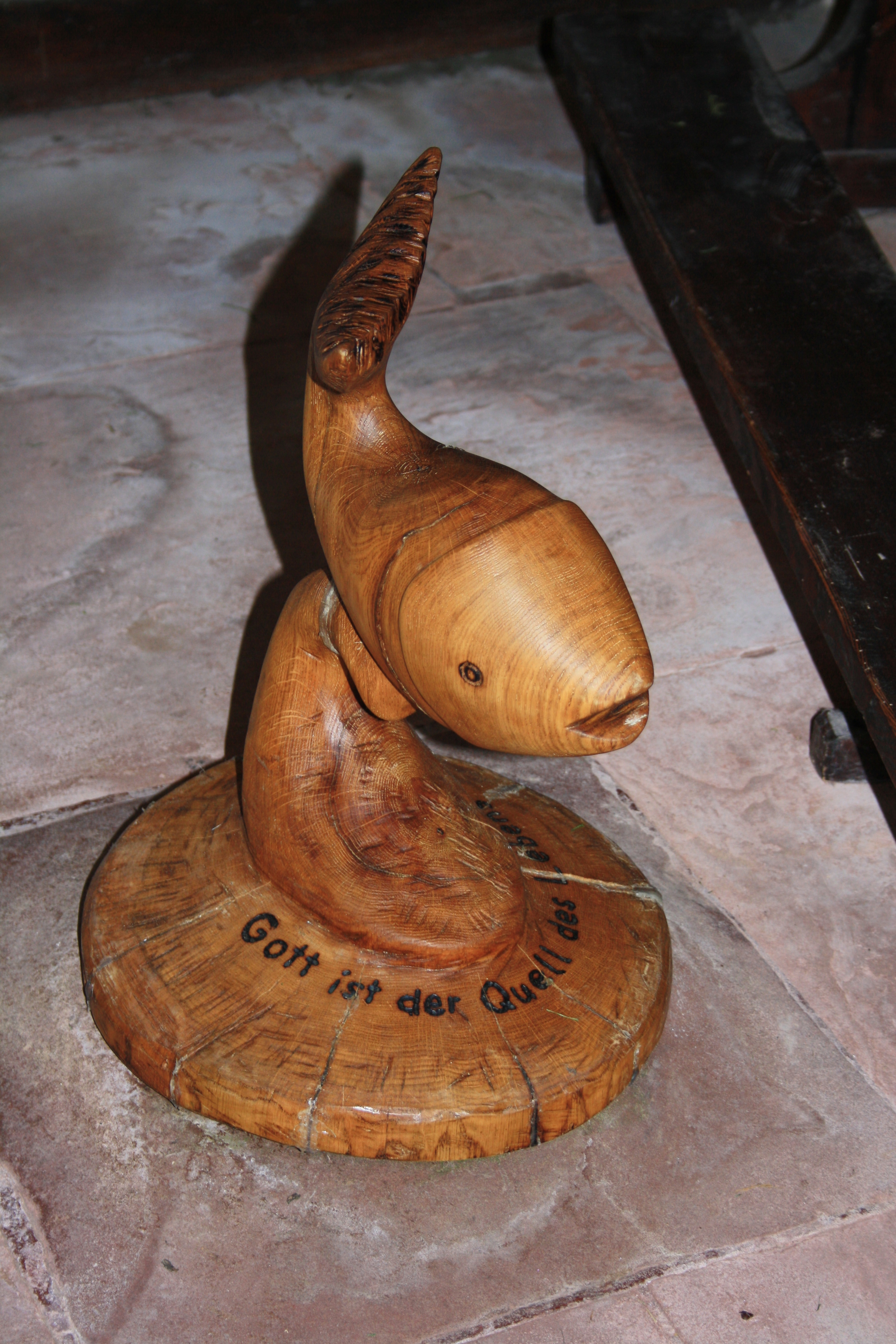
Abdeckung der Quelle im Boden der Kapelle.
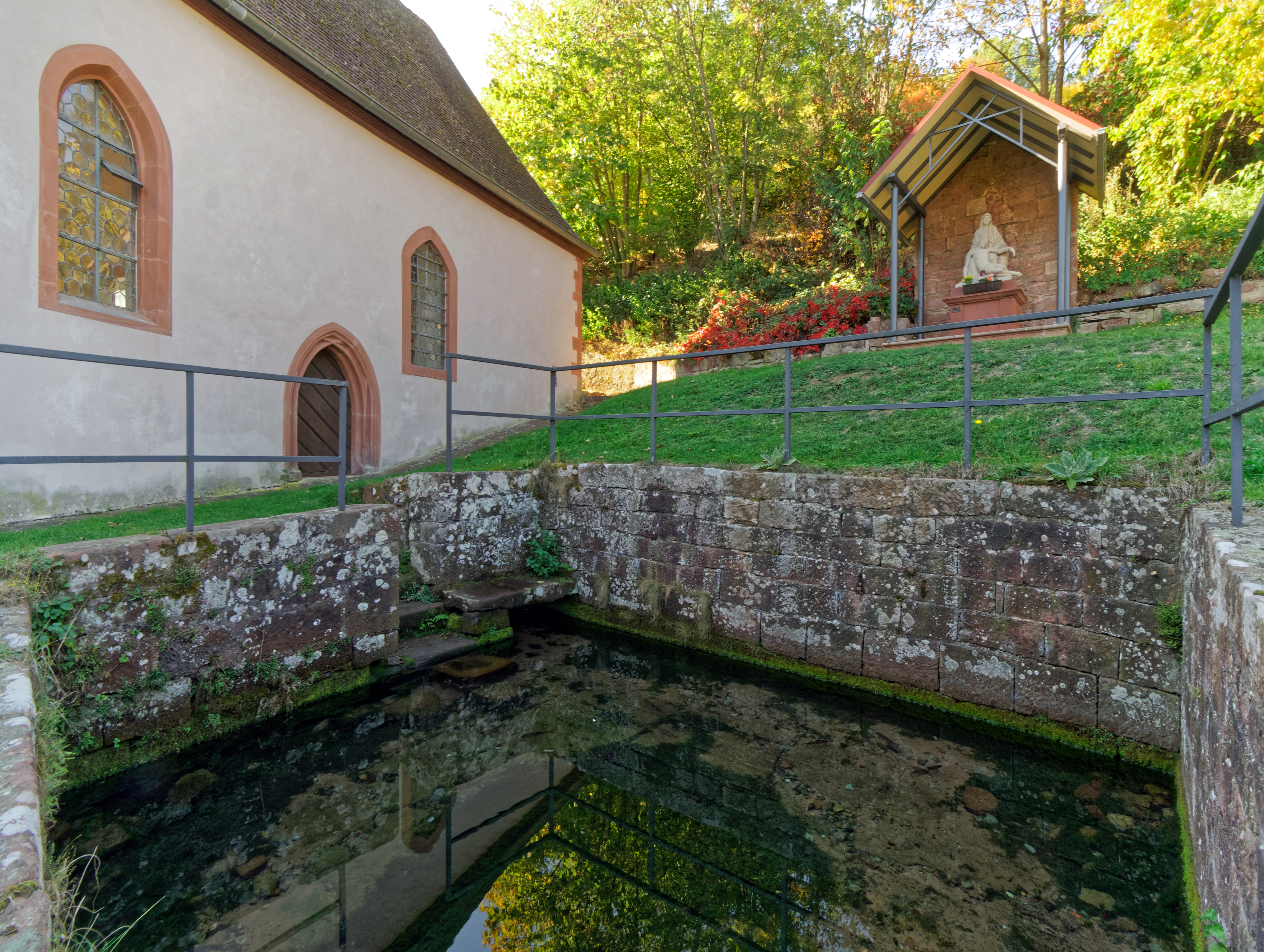
Das sog. „Heilbad“ neben der Kapelle. Das Quellwasser fließt unter der Steinbank in das Bad hinein.
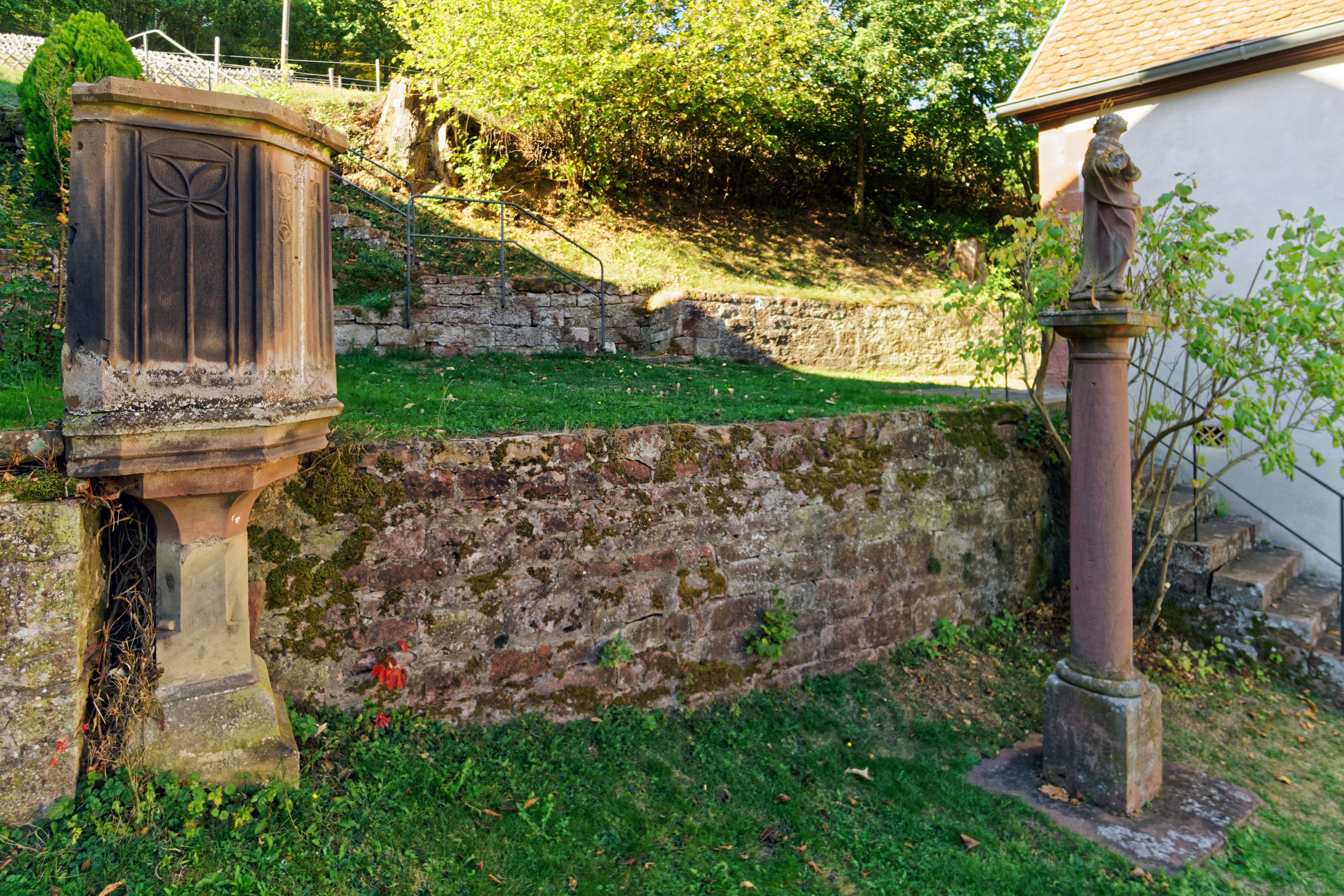
Freistehende Kanzel vor der Kapelle
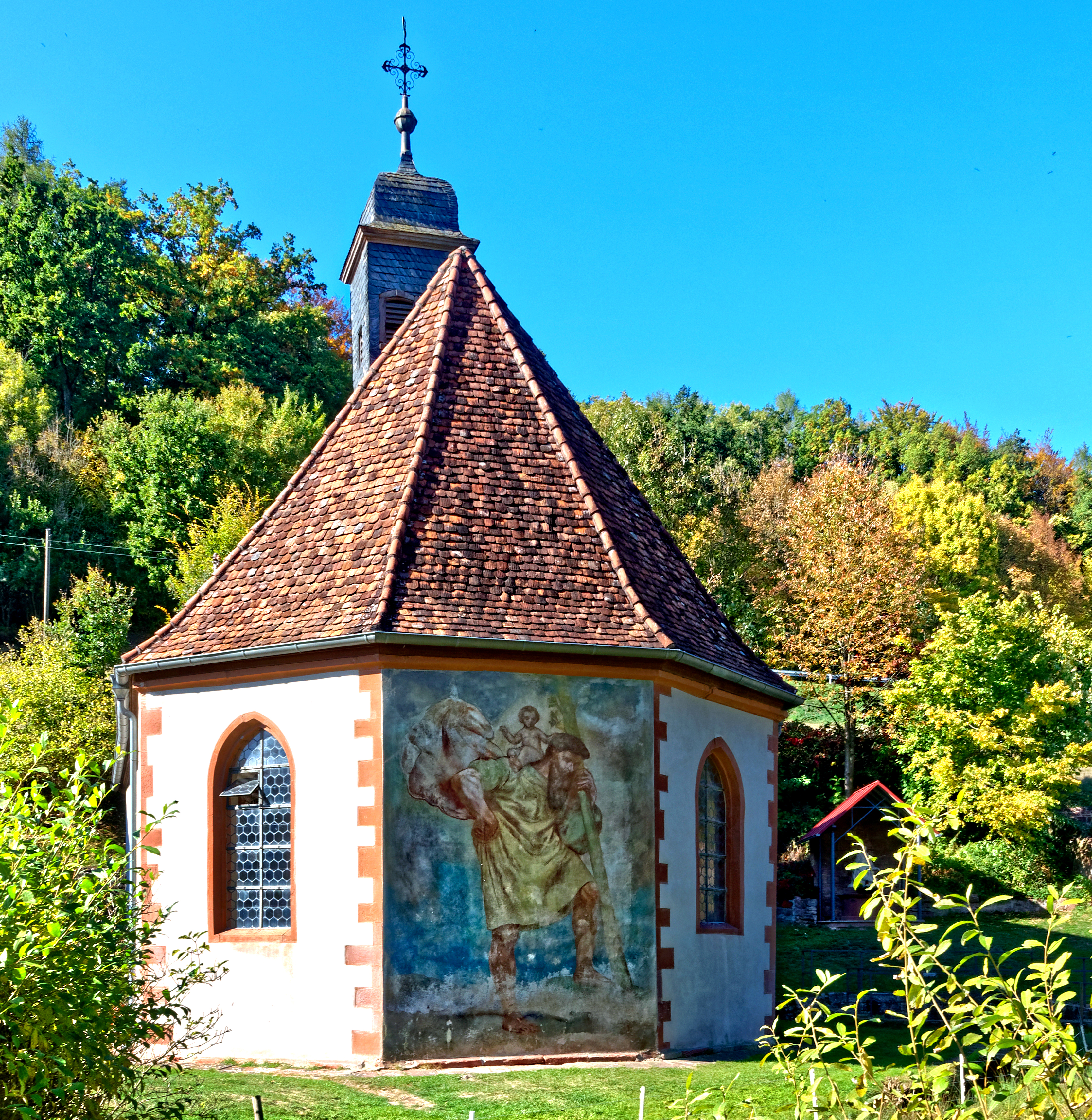
Darstellung des Hl. Christophorus
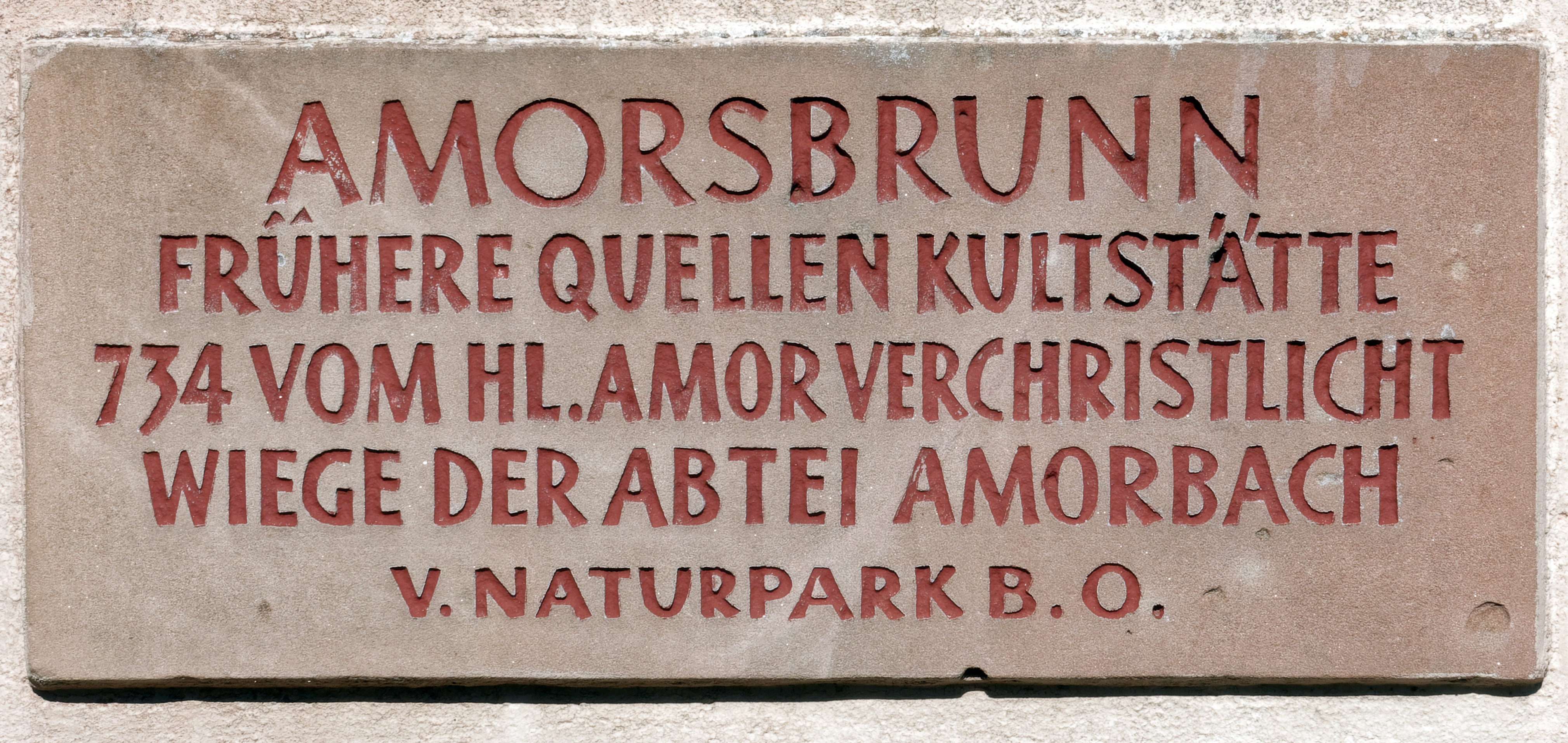
Infotafel zur Geschichte der Kapelle